# Alice Herz
Alice Herz (* 25. Mai 1882 in Hamburg; † 17. März 1965 in Detroit) war eine deutsche Pazifistin und Journalistin.

## Leben

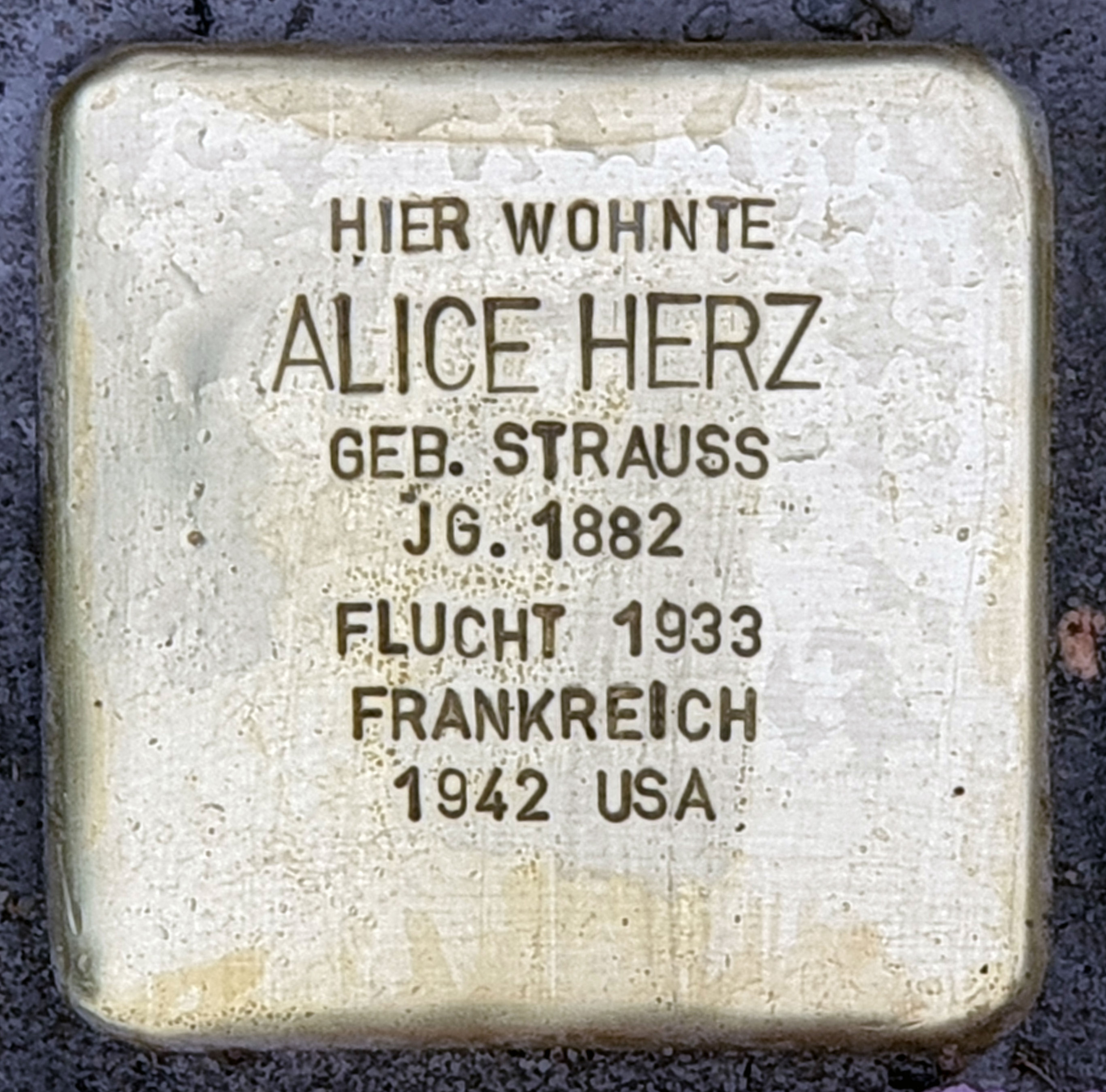
Stolperstein am Haus, Akazienallee 4, in Berlin-Mahlsdorf

Alice Herz wurde als Kind jüdischer Eltern geboren.
Sie verbrachte den Ersten Weltkrieg mit ihren zwei Kindern in Mecklenburg, lebte später in Berlin-Mahlsdorf in einem Eigenheim in der Akazienallee. Sie war eine engagierte Pazifistin und Mitglied der Internationalen Frauenliga für Frieden und Freiheit.
Nach dem Reichstagsbrand am 27. Februar 1933 verließ sie mit ihrer Tochter Helga (ihr Ehemann und ihr blinder Sohn waren bereits verstorben) am 13. März 1933 Deutschland und emigrierte in die Schweiz. Vier Monate später zogen beide nach Grenoble, wo sie bis Mai 1940 blieben. Während ihres Aufenthaltes in Frankreich war sie Mitarbeiterin an einer religiös-sozialen Wochenschrift in der Schweiz und schrieb auch gelegentlich für die von Leonhard Ragaz herausgegebene Monatsschrift „Neue Wege“. Im Mai wurde sie mit ihrer Tochter für drei Wochen in das Lager Camp de Gurs eingewiesen. Nach ihrer Entlassung erhielten sie Asyl bei einem katholischen Pfarrer in einem Dorf in den Pyrenäen, etwa 40 km von der Stadt Lourdes entfernt. Über Kuba gelangten sie im August 1942 in die USA und ließen sich in Detroit nieder. Alice Herz schloss sich den Quäkern an. Die amerikanische Staatsbürgerschaft wurde ihr als Pazifistin verweigert. Im Alter von 82 Jahren beging sie Suizid durch Selbstverbrennung an einer Detroiter Straßenkreuzung aus Protest gegen den Vietnamkrieg. Sie erlag ihren Verletzungen am 17. März 1965 in Detroit.

## Posthume Ehrung
Der japanische Philosoph Shingo Shibata gründete kurz nach ihrem Tod die Alice-Herz-Friedensstiftung. Von ihm stammt auch ein Sammelband mit Texten von und über Alice Herz, einschließlich der Darstellung ihres Lebenslaufs. Am 27. Januar 2003 wurde, anlässlich des Gedenktages der Opfer des Nationalsozialismus, in Berlin-Mahlsdorf ein Platz nach ihr benannt.
Am 6. Oktober 2023 wurde vor ihrem ehemaligen Wohnort, Berlin-Mahlsdorf, Akazienallee 4, für sie und ihre Tochter je ein Stolperstein verlegt.